# 華廈邨

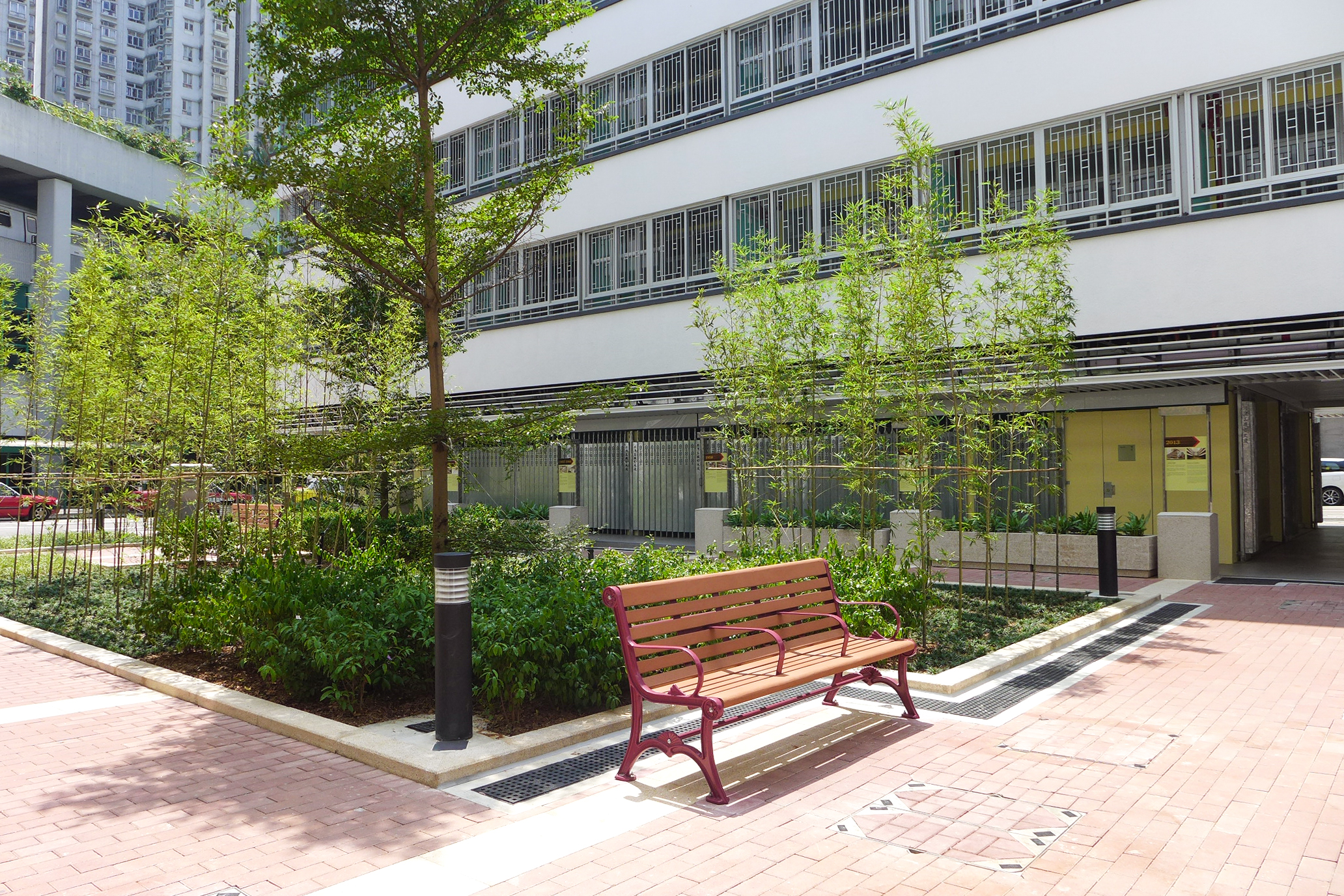
地下園林

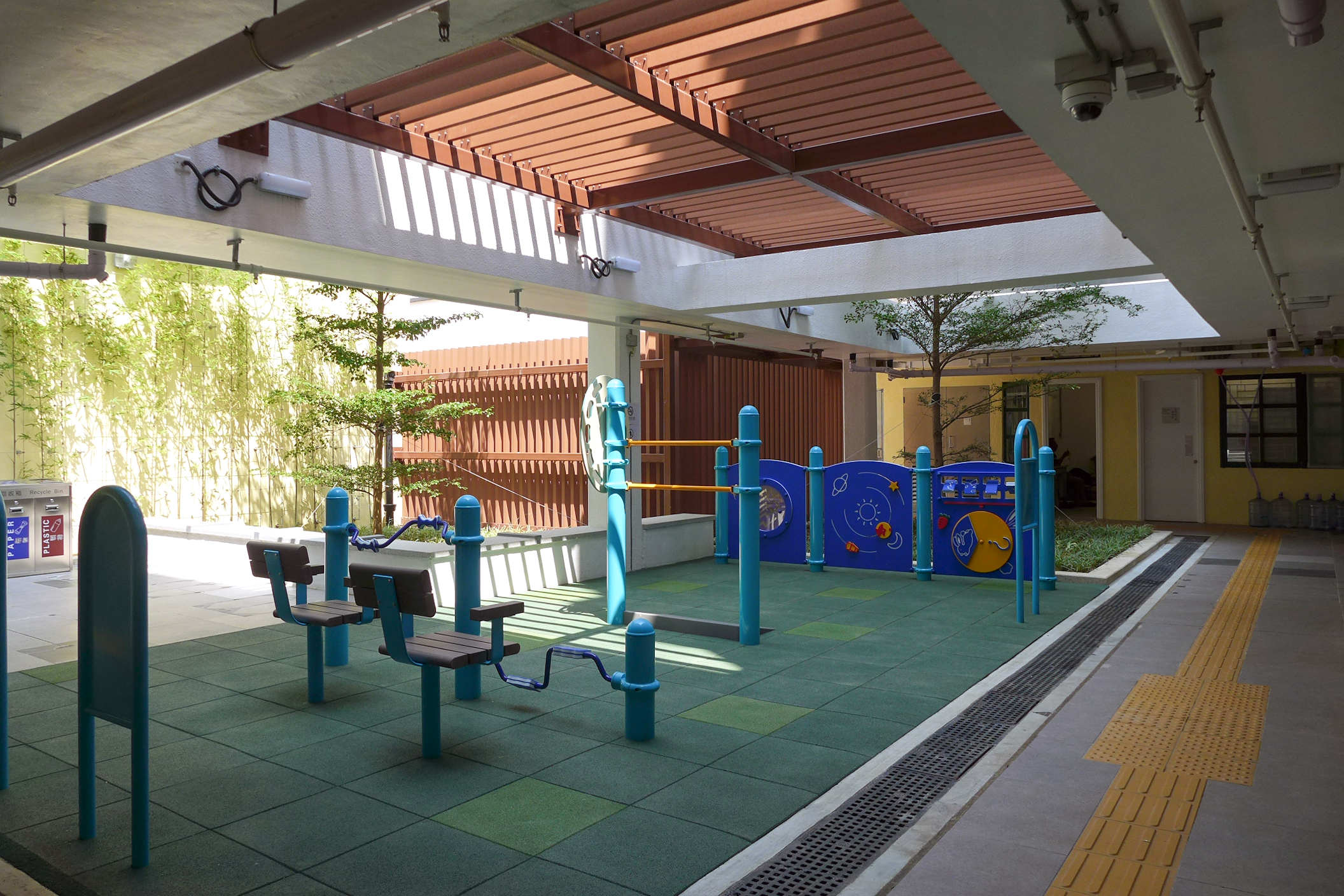
地下入口對出設健身設施及兒童遊樂區

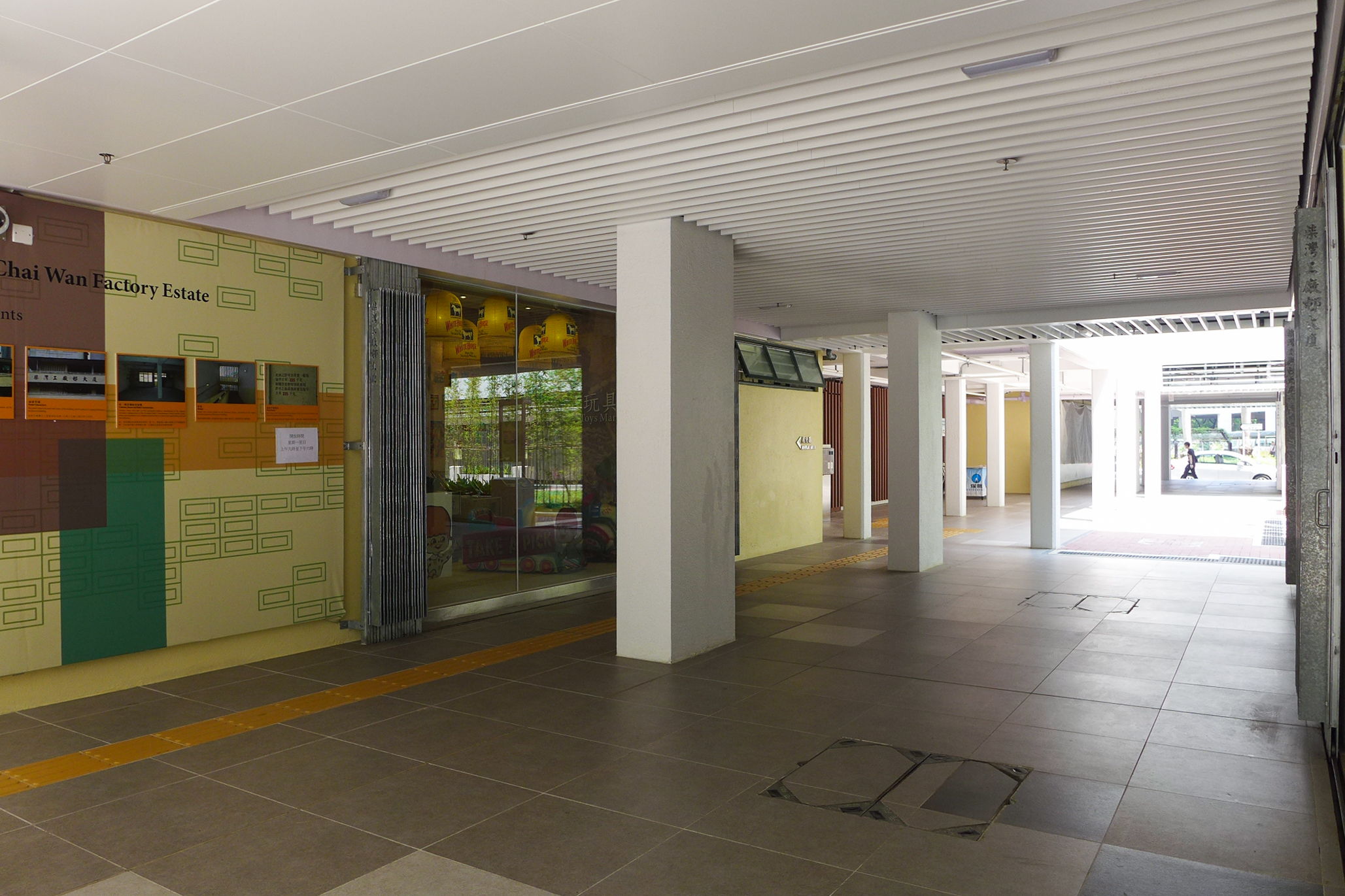
地下設歷史展覽區，介紹大廈發展史

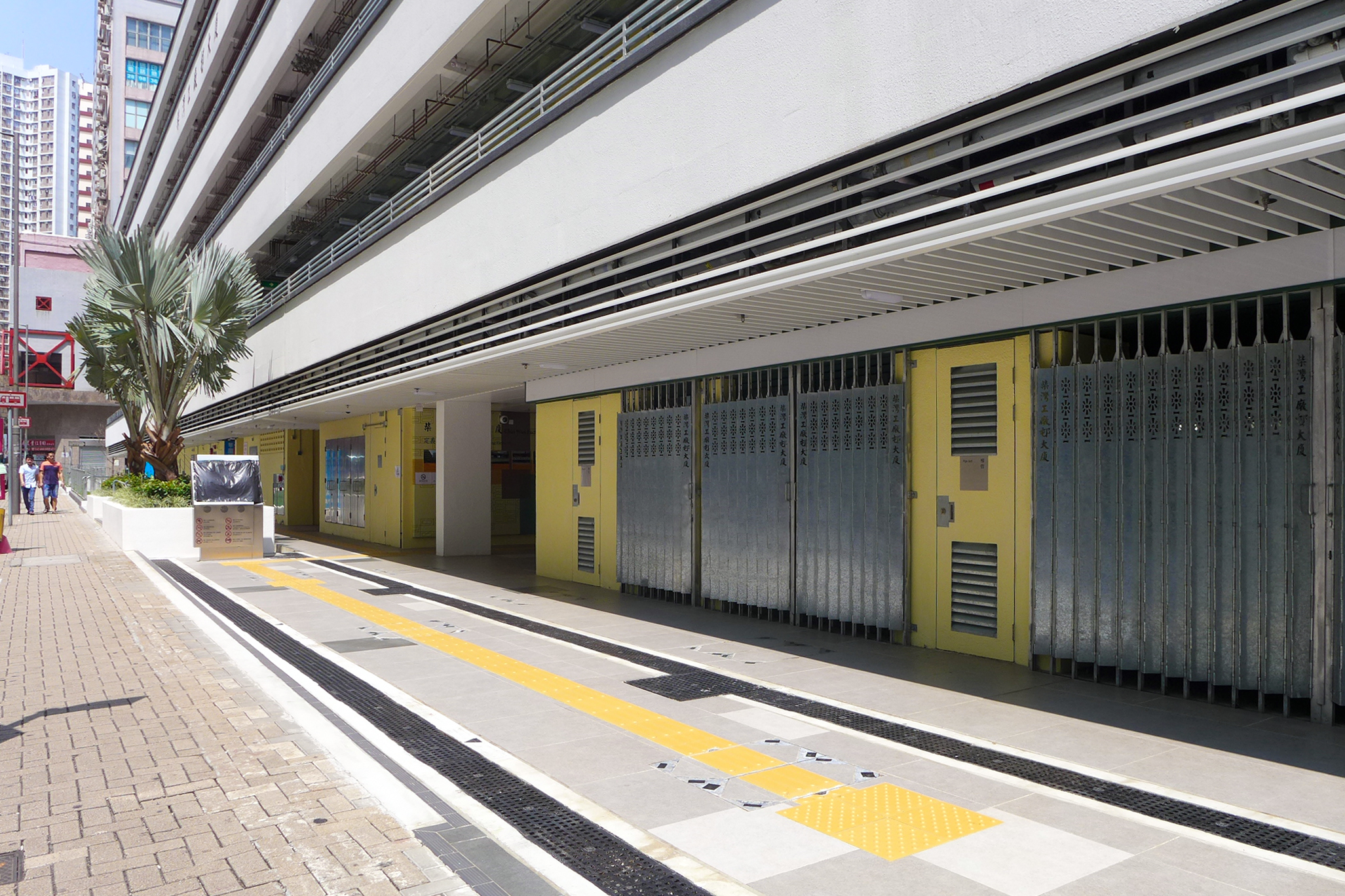
地下商店採用風琴鐵閘

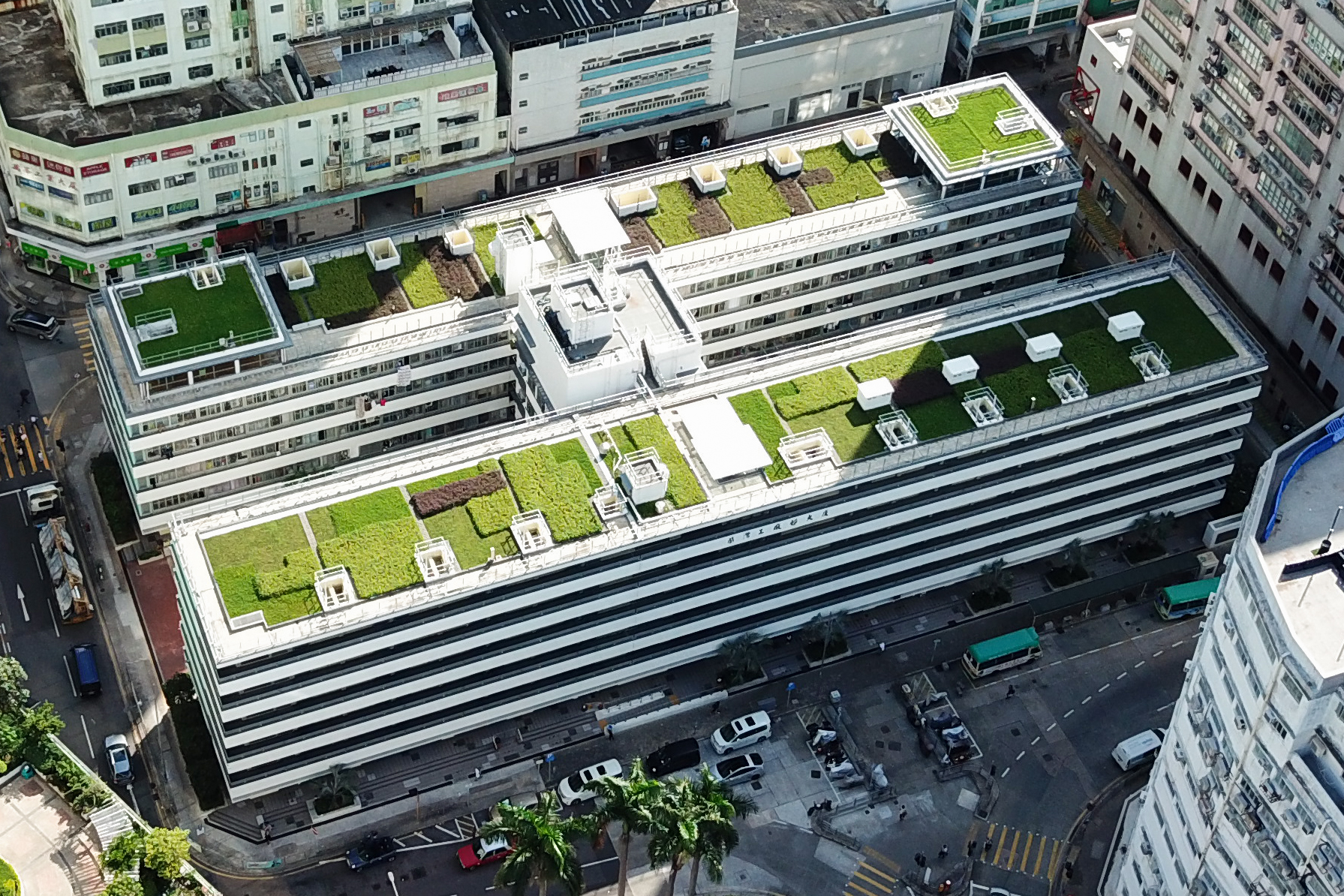
華廈邨天台設有健身設施及綠化苗圃

華廈邨（英語：Wah Ha Estate），由柴灣工廠邨大廈（英語：Chai Wan Factory Estate）改建而成，項目編號為ET04，是一座位於香港香港島東區柴灣吉勝街2號的前徙置工廠大廈，佔地0.45公頃，樓高5層，改建前並無升降機設施，改建前全座共378個工廠單位，而每個單位標準面積為18 m2（190 sq ft）。
柴灣工廠邨大廈於1959年6月建成，是香港碩果僅存的一座H型建築設計的工廠大廈，於2013年2月20日獲古物諮詢委員會評為二級歷史建築，於2013年年中展開改建工程，改建工程已盡量保存工廠大廈的文物特色，改建工程由有利建築負責，已於2015年底竣工，並於2016年8月中重新入伙。華廈邨於2017年7月榮獲香港建築師學會所頒發的兩岸四地建築設計論壇及大獎的殊榮。

## 屋邨資料

### 樓宇
| 現時樓宇名稱        | 門牌號碼  | 樓宇類型        | 樓宇落成年份 | 開始改建年份 | 重新入伙年份 | 樓宇層數 | 每層伙數              | 每座單位總數（伙） | 建築師（改建）      | 承建商（改建）   | 提供升降機的廠商 |
| ------------------- | --------- | --------------- | ------------ | ------------ | ------------ | -------- | --------------------- | ------------------ | ------------------- | ---------------- | ---------------- |
| 華欣樓（A、B及C座） | 吉勝街2號 | 改建H型工廠大廈 | 1959年       | 2013年       | 2016年       | 5        | 42（1-4樓） 19（5樓） | 187                | 房屋署總建築師（4） | 有利建築有限公司 | 蒂森克虜伯       |

（上述座號是以房屋署Estate Property的記錄為依歸。）

### 建築設計特色
改建前，柴灣工廠邨大廈為H型工廠大廈，公共走廊開揚，各層設置公共廁所，樓梯以英泥製造，設有斜路供予手推車運輸用途。該廈無升降機，並為開放式物業管理不設大閘。
其改建工程由房屋署總建築師（4）設計，總承建商有利建築有限公司，由創毅物業服務顧問有限公司負責物業管理，結構外型基本上維持原本，但要在部份樓板開洞、作為天井，讓大部份改建後的住宅單位的起居室及洗手間通風及採光之用，另外更加裝2部升降機，方便居民上落。地面則增設入囗大閘、保安櫃位並採用封閉式物業管理、加設屋邨物業服務辦事處、互助委員會辦事處、7間商舖、歷史展覽區、機電設施、上落貨區、公共廁所及園林等設施。天台設為休憩天台，有健身設施及綠化苗圃。改建工程耗資高達3.3億港元，平均每戶改建成本為176萬港元，改建成本較興建新出租公屋單位更為昂貴。

### 住宅單位設計
華廈邨華欣樓共提供187個出租公屋住宅單位，室內樓面面積由約190至410平方呎不等。1至4樓每層各設有42個租住公共房屋單位，5樓共19個租住公共房屋單位、有蓋社區遊玩區及綠化屋頂；住宅單位分為F1和F1a型（室内面積為32.21至32.34平方米）、F2及F2a型（室内面積為30.79至30.86平方米）、F3型（室内面積為32.21平方米）、S1型（面積為17.66平方米）、S2和S2a型（室内面積為26.57平方米）及S3型（面積為27.27平方米）共10款不同開放式住宅單位間格。S1及S3型為位於華欣樓中座的新建單位，不設露台；其餘位於南北兩翼走廊的型號則為翻新單位，所有單位均採用開放式布局、開放式廚房及附設大型露台。需注意的是，房屋署將本邨大部分單位附設的隔音露台一併劃入編配單位人數幅度的面積計算範圍；以本邨單位露台面積約5-6平方米計算，F1-F3型單位屬4-5人單位，S3型單位屬3-4人單位，S2型單位屬2-3人單位，S1型單位屬1-2人單位。

## 屋邨設施
- 商舖
- 文物廊
- 新加建的升降機2部
- 公眾休憩空間
- 花園
- 停車場
- 綠化帶
- 綠化屋頂
- 公用區（設於1樓及3樓）
- 有蓋行人道
- 公共廁所

## 歷史

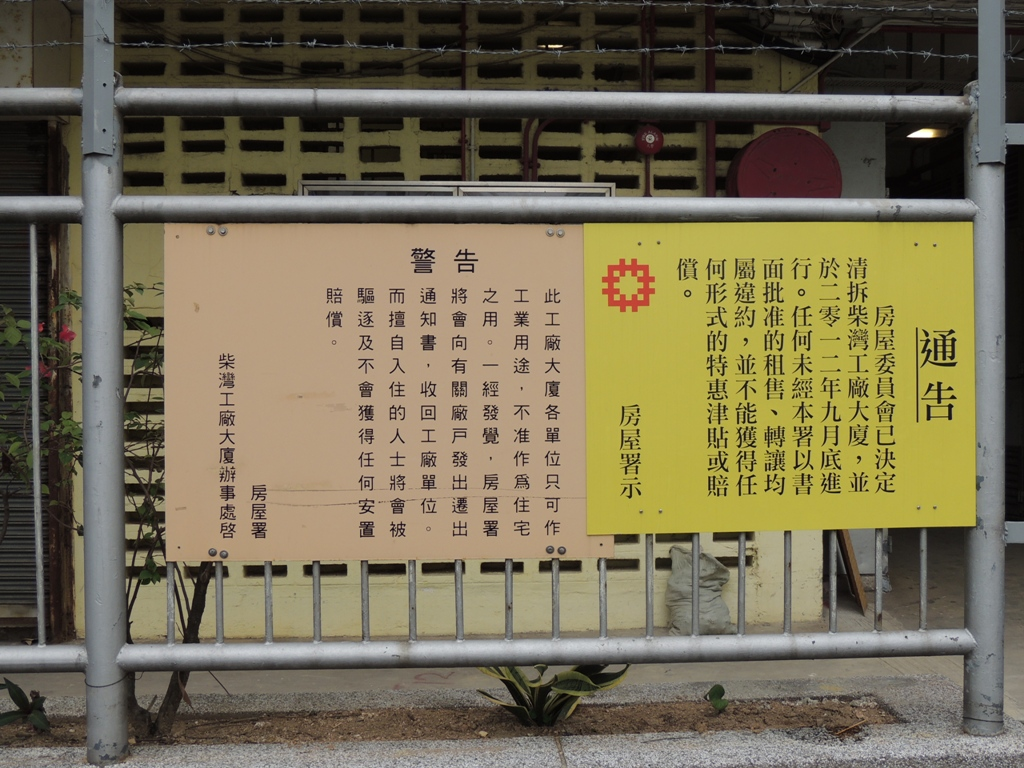
房屋委員會一度決定清拆柴灣工廠邨大廈

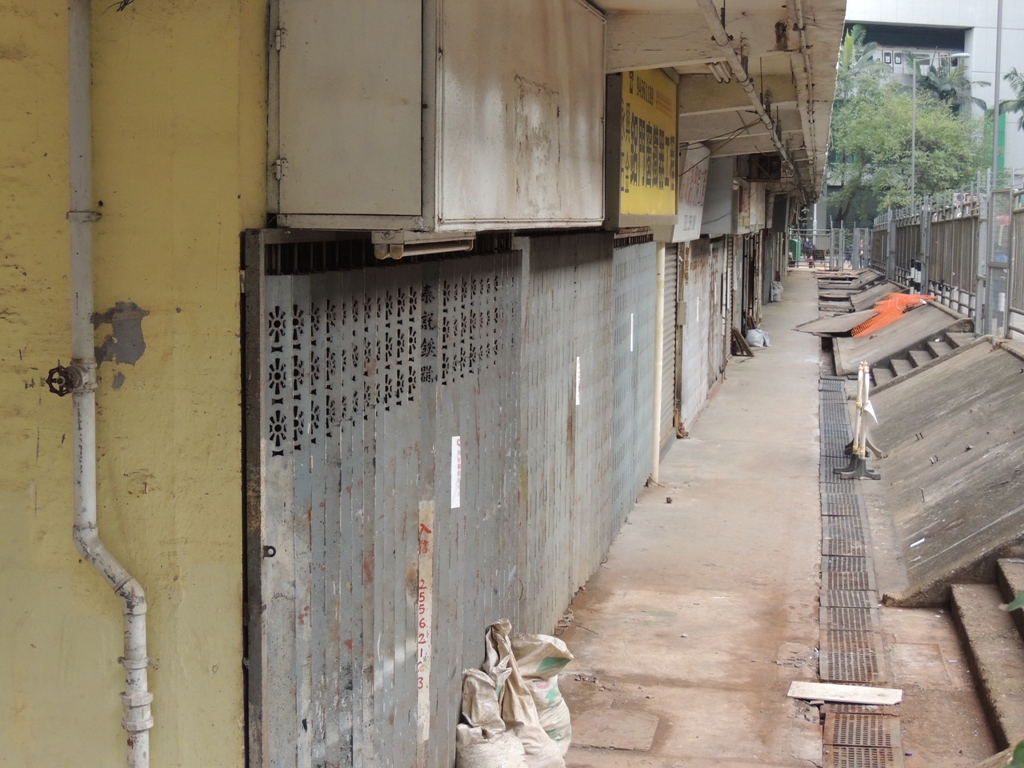
柴灣工廠邨大廈關閉後人去樓空

柴灣工廠邨大廈於1959年建成時只此一座，是香港政府發展柴灣成為一座新社區的其中一項基礎建設，伴隨興建的是柴灣徙置區及位於現時東區醫院山頭的一列平房徙置區。該廈甫建成，其所有單位就全數租出，造就了大量的就業機會，其租戶更會聘請區內的小孩當童工。

### 原有清拆計劃
2011年3月10日，房屋委員會轄下的商業樓宇小組委員會通過清拆柴灣工廠邨大廈的計劃，以及向受到清拆所影響的租戶發放特惠津貼（每個標準單位計算約由88,000港元至147,000港元不等，相當於14至16年的現繳租金數值）和其他安排。各項安排均與以往清拆舊式工廠大廈的安排相同。當時，該廈仍然有138個租戶租用280個標準單位；商業樓宇小組委員會並通過給予租戶18個月的通知期限，以方便他們有時間騰空單位。同年，城市規劃委員會修訂了柴灣分區的大綱圖，改變該區的部份土地用途及全面設置高度限制，其中建議重新興建為公共房屋發展的柴灣工廠邨大廈，設置到有120米的高度限制（主水平基準以上），引來了附近居民的不滿。諮詢期內的284個申述中，有9成半以上的意見表示反對將柴灣工廠邨大廈發展為住宅，又要求地盤發展高度不可以超越現時的水平，並且應該對其更改成為發展文化及創意的場地，同時加以保育；意見又指，建築物過高會影響通風，造成屏風樓的問題。其中位於港鐵柴灣站上蓋的新翠花園屋苑業主委員會連同882個簽名反對該個高度限制。亦有東區區議員連同400個簽名呈交反對意見，並且要求高限應低於21米，及保育原有的柴灣工廠邨大廈。

### 改建為公共房屋
2012年8月30日，行政長官梁振英推出十項穩定樓市措施，其中第5項短期措施涉及將柴灣工廠邨大廈改建，於2013年年中提供180小型公共房屋單位。
柴灣工廠邨大廈的租戶遷置期限為2012年9月月底，至同年8月31日，300多個單位中只餘10個租戶繼續營業。有香港房屋委員會認為，柴灣工廠邨大廈可以仿照石硤尾美荷樓進行保育工程更改興建成為其他用途，而且整體工程的難度並不大；然而為了保育，於原來地址重新興建的計劃則會擱置。
2013年年中，柴灣工廠邨大廈改變為公共房屋發展項目，包括180個單位，當中包括一人單位及一人睡房單位；以解決香港社會上青少年的房屋需求。有關地盤屬於《柴灣分區計劃大綱》之綜合發展區，預計於2015年年底前竣工。房屋署計劃拆去屬於一期的中座以騰出空間興建電梯、機電房、庭園及展覽場地等，用以介紹該大廈的發展歷史；此外，因應地區人士要求，房屋署亦計劃撥出地舖作為特色商舖，租出予年青創業者。地盤於更改為住宅發展後，地積比率約為3.3倍。屆時，住宅單位為內向式設計，客廳及睡房窗戶向內園為主，廁所及廚房等設施向外。

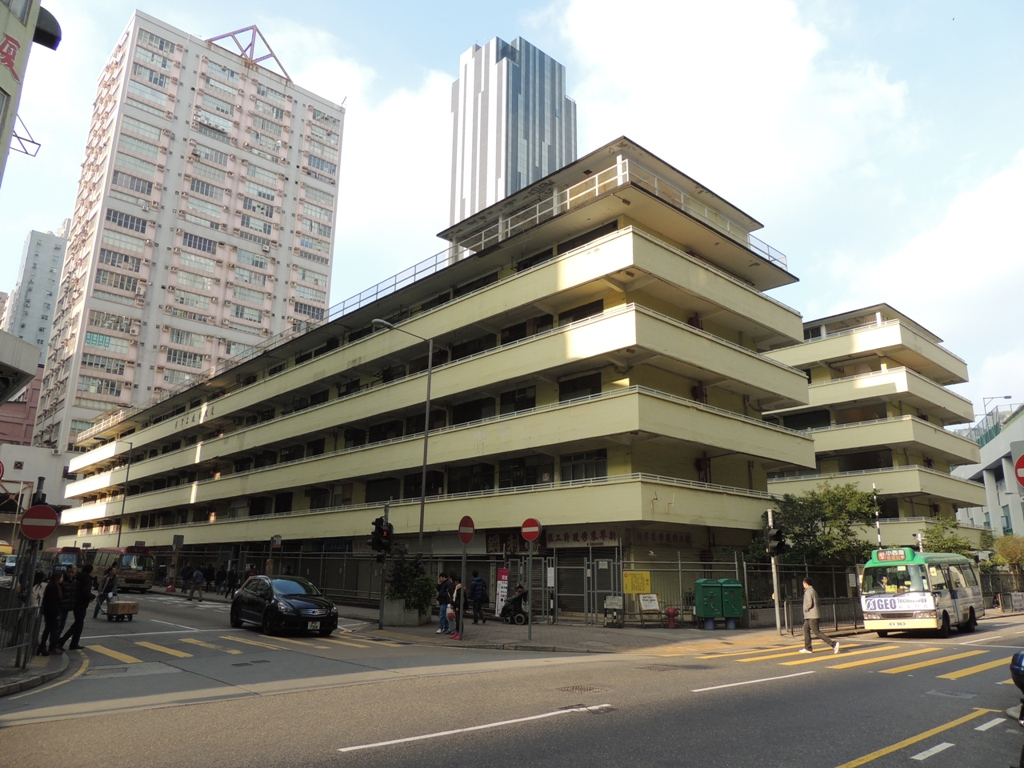
改建前的柴灣工廠邨大廈（2012年12月）
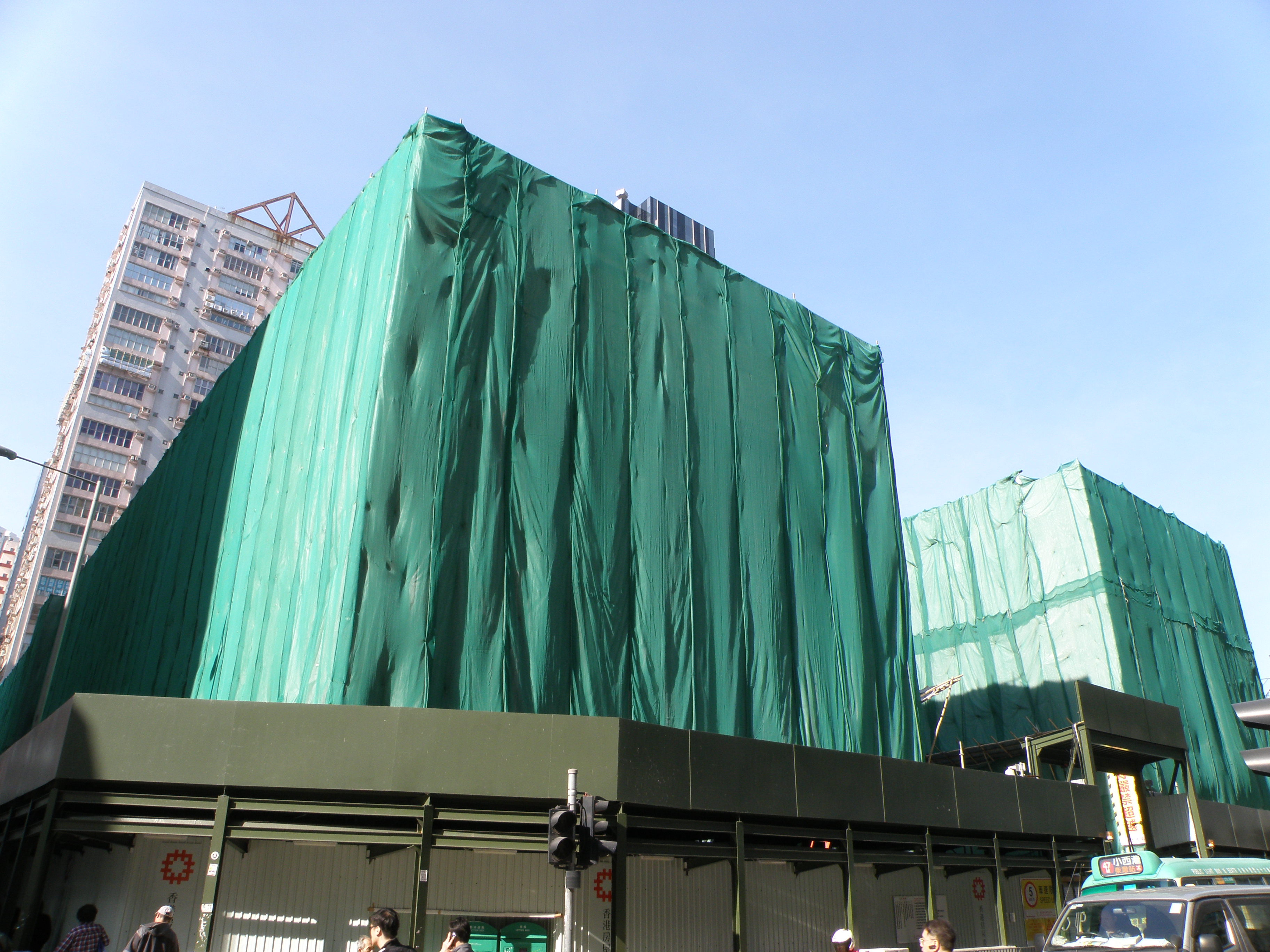
改建中的柴灣工廠邨大廈（2015年1月）
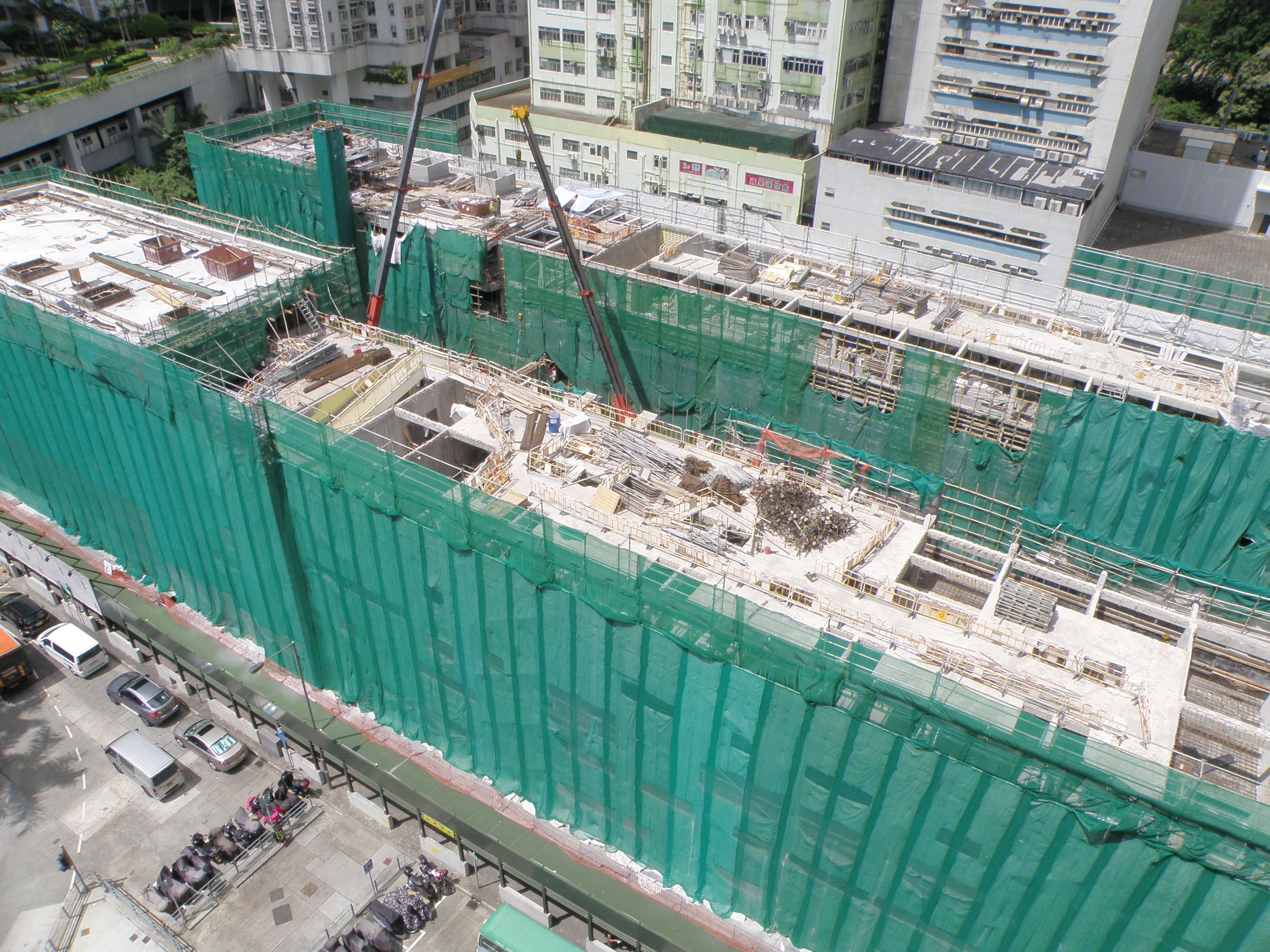
改建中的柴灣工廠邨大廈（2015年6月）
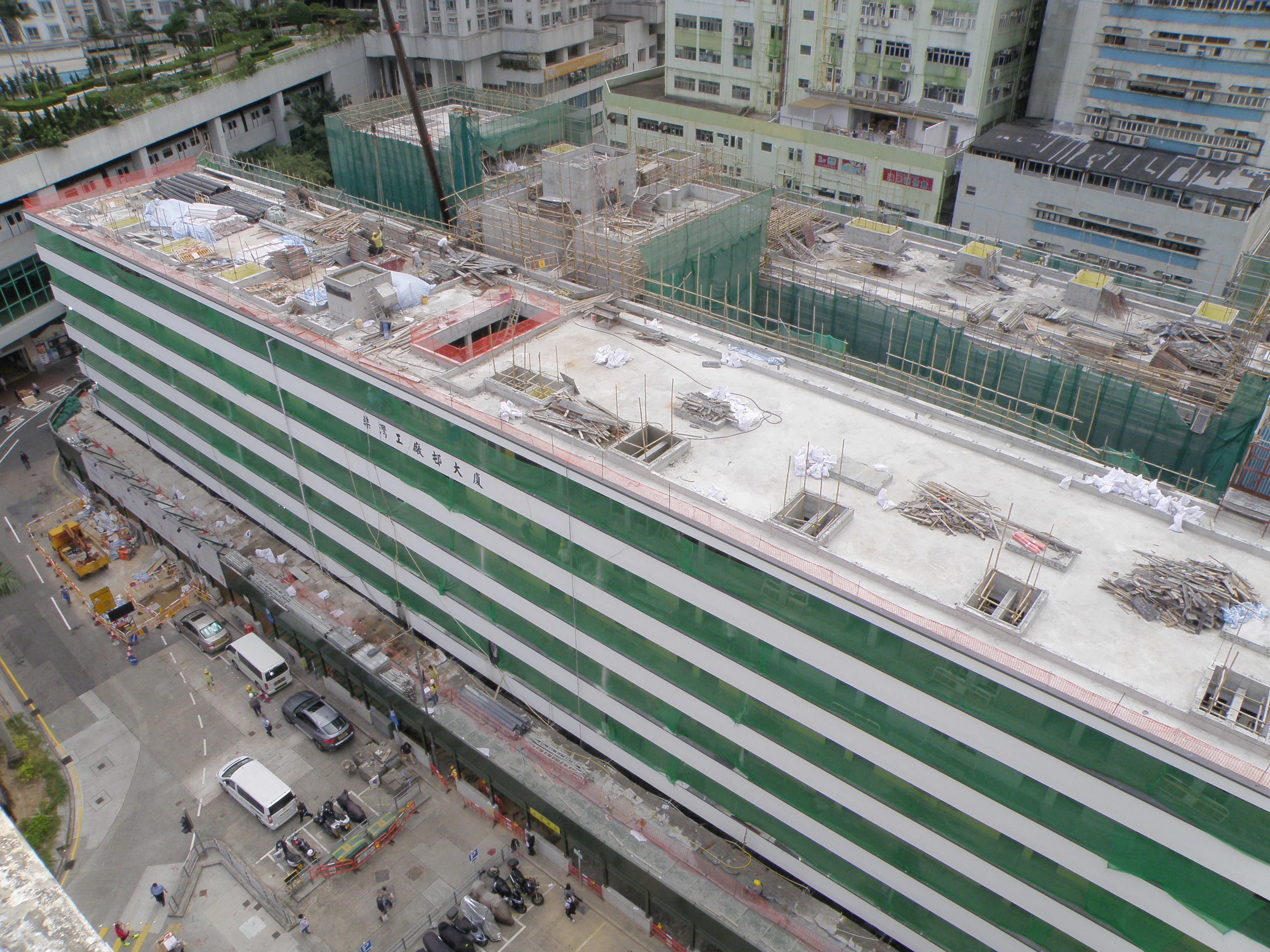
柴灣工廠邨大廈改建工程（2015年11月）
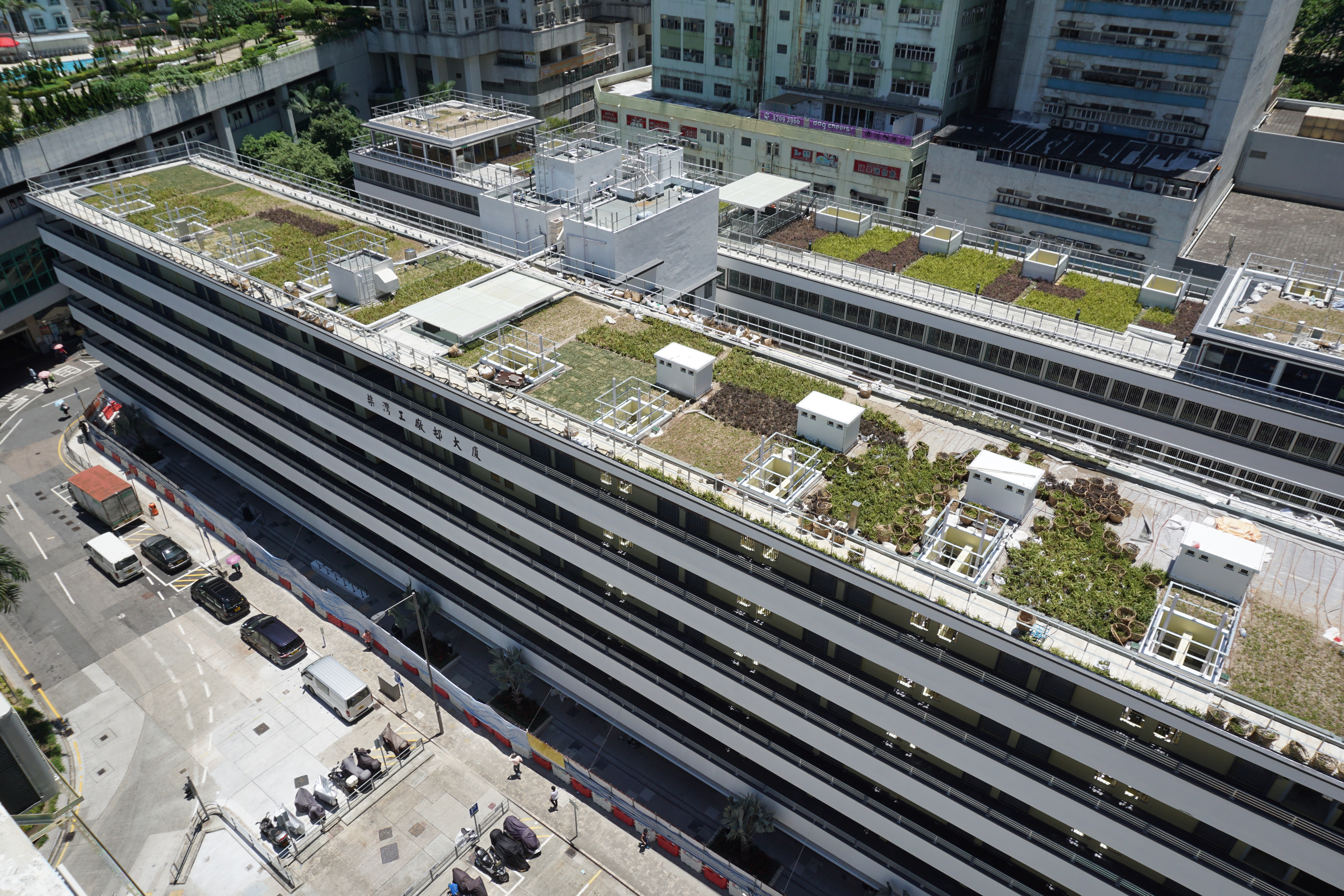
尚在種植中的華廈邨天台綠化苗圃（2016年7月）

## 限制
華廈邨住戶在單位進行裝修工程，必須符合《柴灣工廠邨大廈（現重新命名為「華廈邨」）文物影響評估報告》要求擬備的《營運及保養手冊》所載的規定。住戶嚴禁進行任何有違《營運及保養手冊》的加建、改建和拆除工程。
為符合《建築物條例》規定，租住單位須採用開放式布局。住戶不得加建任何間隔磚牆或模板間隔牆。

## 問題
屋邨自入伙後，不少出租公屋申請者認為單位限制多而拒絕入住，包括不能間房，不得密封露台及不可在露台位置加裝窗戶，住戶亦不可以在牆上及地上用釘。到2016年8月尾只有20位申請者初步接受。居民只能以傢俱間隔，但物件亦不能貼近天花，房署職員更表示會經常巡查單位。有居民批評指該屋邨並非安居之所。

## 鄰近
- 新翠花園
- 柴灣公園
- 羅屋民俗館

## 相關參見
- 業安工廠大廈
- 觀塘工廠大廈
- 徙置工廠大廈